# Palura leucosticta
Palura leucosticta là một loài bướm đêm trong họ Noctuidae.